# Lana Del Rey
Elizabeth Woolridge Grant, bolj znana pod umetniškim imenom Lana Del Rey, ameriška pevka in tekstopiska, * 21. junij 1985, New York, Združene države Amerike.
Njena glasba je znana po melanholičnem raziskovanju glamurja in romantike, s pogostimi naslanjanji na pop kulturo in ameriško glasbo iz 50. in 70. let prejšnjega stoletja. Je prejemnica različnih priznanj, vključno z nagrado MTV Video Music Award, tremi glasbenimi nagradami MTV Europe Music Awards, dvema nagradama Brit Awards, dvema nagradama Women in Music, nagrado Satellite Award, poleg tega pa je bila nominirana za enajst nagrad grammy in Zlati globus.  Revija Variety jo je na podelitvi nagrad Hitmakers Awards opredelila kot »eno najvplivnejših kantavtorjev 21. stoletja«. Leta 2023 jo je revija Rolling Stone uvrstila na svoj seznam »200 največjih pevk vseh časov«, njihova sestrska publikacija Rolling Stone UK pa jo je imenovala za »najpomembnejšo ameriško tekstopisko 21. stoletja«.
Lana Del Rey, ki je sicer odraščala v severnem delu zvezne države New York, se je zaradi želje po razvoju glasbene kariere leta 2005 preselila v New York. Njen preboj se je zgodil leta 2011 s spontanim uspehom njenega singla »Video Games«, kar je privedlo do podpisa pogodbe s Polydorjem in Interscopeom. Uspeh pri kritikih in komercialni uspeh je dosegla z drugim albumom Born to Die (2012), ki je imel razpoloženjski, hiphop pridih zvoka in je iz njega izšel hit »Summertime Sadness«. Album se je uvrstil na vrh številnih nacionalnih lestvic po vsem svetu, leta 2023 pa je postal drugi album ženske izvajalke, ki je na ameriški lestvici Billboard 200 ostal več kot 500 tednov.
Njen kritiško priznani šesti album Norman Fucking Rockwell! (2019) je bil nominiran za album leta na 62. letni podelitvi nagrad grammy in uvrščen na seznam »500 najboljših albumov vseh časov« revije Rolling Stone. Del Reyin deveti studijski album Did You Know That There's a Tunnel Under Ocean Blvd je izšel leta 2023, podprt pa je bil s kritiško cenjenim singlom »A&W«, ki ga je revija Rolling Stone uvrstila med »500 najboljših pesmi vseh časov«. Kasneje istega leta je izdala uspešnico »Say Yes to Heaven«, ki se je uvrstila med 20 najboljših na lestvici Global 200.
Del Reyeva je sodelovala tudi pri filmskih glasbah za vizualne medije; leta 2013 je napisala scenarij in igrala v kritiško priznanem kratkem muzikalu Tropico ter izdala pesem »Young and Beautiful« za romantično dramo Veliki Gatsby, ki je bila toplo sprejeta tudi s strani glasbenih kritikov ter je bila nominirana za nagradi grammy in Critics' Choice. Leta 2014 je posnela pesem »Once Upon a Dream« za temačni fantazijski pustolovski film Maleficent in naslovno uvodno pesem za biografski film Big Eyes, ki je bil nominiran za zlati globus. Del Reyeva je prispevala tudi skladbo »Don't Call Me Angel« za akcijsko komedijo Charliejevi angelčki (2019). Leta 2020 je izdala zbirko poezije in fotografij Violet Bent Backwards over the Grass.

## Osebno življenje
Del Rey se je z Jeremyjem Dufrenom poročila 26. septembra 2024 v Louisiani.  Dufrene je kapitan turistične ladje v Des Allemandsu v Louisiani; Del Reyeva se je z njim leta 2019 odpravila na potovanje, kjer sta se tudi spoznala. 
Del Rey je izjavila, da verjame v Boga. Leta 2011 je za The Quietus povedala: »Moje razumevanje Boga izvira iz mojih osebnih izkušenj ... ker sem bila v New Yorku tolikokrat v težavah, da bi na mojem mestu tudi vi verjeli v Boga ... Ne vem, kako je z zbiranjem v cerkvi enkrat na teden in vse to, ampak ko sem slišala, da obstaja božanska moč, h kateri se lahko priporočiš, sem to storila. Predvidevam, da je moj pristop k religiji podoben mojemu pristopu h glasbi – vzamem, kar hočem, in ostalo pustim.«

## Diskografija
Studijski albumi
- Lana Del Ray (2010)
- Born to Die (2012)
- Ultraviolence (2014)
- Honeymoon (2015)
- Lust for Life (2017)
- Norman Fucking Rockwell! (2019)
- Chemtrails over the Country Club (2021)
- Blue Banisters (2021)
- Did You Know That There's a Tunnel Under Ocean Blvd (2023)
- Classic (2025)

## Pisna dela
- Violet Bent Backwards over the Grass (2020)

## Filmografija
- Poolside (2010)
- National Anthem (2012)
- Ride (2012)
- Tropico (2013)
- Hi, How Are You Daniel Johnston? (2015)
- Freak (2016)
- Tower of Song: A Memorial Tribute to Leonard Cohen (2017)
- The Kacey Musgraves Christmas Show (2019)
- Norman Fucking Rockwell (2019)

## Turneje
- Born to Die Tour (2011–2012)[22]
- Paradise Tour (2013–2014)[22]
- The Endless Summer Tour (2015)
- LA to the Moon Tour (2018)
- The Norman Fucking Rockwell! Tour (2019)[23]
- 2023–2024 tour
- UK and Ireland Tour 2025[24]